# Xiphidiopsis sabahi
Xiphidiopsis sabahi är en insektsart som beskrevs av Andrej Vasiljevitj Gorochov 2008. Xiphidiopsis sabahi ingår i släktet Xiphidiopsis och familjen vårtbitare. Inga underarter finns listade i Catalogue of Life.